# O Espião Improvável
The Unlikely Spy é o título de um livro de ficção sobre espionagem do escritor norte-americano Daniel Silva, publicado pela primeira vez no ano 1996.
Em Portugal, seria editado em 2012, com tradução de Vasco Teles de Menezes, pela Bertrand Editora.